# ГЕС Priest Rapids
ГЕС Priest Rapids — гідроелектростанція у штаті Вашингтон (Сполучені Штати Америки). Знаходячись між ГЕС Ванапум (вище за течією) та ГЕС McNary, входить до складу каскаду на річці Колумбія, що починається у Канаді та має устя на узбережжі Тихого океану на межі штатів Вашингтон та Орегон.
У межах проекту річку перекрили комбінованою греблею завдовжки 3079 метрів з центральною бетонною ділянкою (включає водоскиди та машинний зал) і бічними земляними секціями. Вона утворила витягнуте по долині Колумбії на 29 км водосховище з площею поверхні 31,3 км2 та об'ємом 292 млн м3, в якому припустиме коливання рівня між позначками 146,8 та 148,1 метра НРМ.
Основне обладнання станції становлять десять турбін типу Каплан загальною потужністю 955,6 МВт, які працюють при напорі у 24 метри.
Видача продукції відбувається по ЛЕП, розрахованій на роботу під напругою 230 кВ.